# Боп, Эли
Эли́ Боп (фр. Élie Baup; род. 17 марта 1955, Сен-Годенс) — французский футбольный тренер.

## Карьера

### Клубная
Выступал на позиции вратаря. На протяжении карьеры входил в состав «Тулузы», а также нескольких любительских футбольных клубов. Был вынужден завершить карьеру игрока из-за последствий автокатастрофы.

### Тренерская
Первым клубом, с которым Эли Боп работал в качестве главного тренера, стал «Сент-Этьен». Боп возглавил команду летом 1994 года и был отправлен в отставку в сезоне 1995/96, что не спасло «зелёных» от вылета из Лиги 1.
В 1997 году Боп стал ассистентом Ги Стефана в «Бордо». По ходу сезона Боп сменил Стефана на посту главного тренера команды. В «Бордо» Боп проработал 5 лет и по одному разу приводил команду к победе в чемпионате Франции и Кубке французской лиги. В 1999 году наставник «жирондинцев» был признан тренером года во Франции. В конце 2003 года Эли Боп был уволен из «Бордо» после домашнего поражения от «Тулузы».
В 2004 году Эли Боп вторично возглавил «Сент-Этьен», а с 2006 по 2008 год был главным тренером «Тулузы». В сезоне 2008/09 Боп возглавлял «Нант». Однако по итогам чемпионата «канарейки» выбыли в Лигу 2; наставник не пожелал работать в этом дивизионе, и контракт с клубом был расторгнут по обоюдному согласию.
С 4 июля 2012 по 7 декабря 2013 года Эли Боп был главным тренером марсельского «Олимпика».

## Достижения

### Командные
- Чемпион Франции (1): 1998/99
- Обладатель Кубка французской лиги (1): 2001/02

### Личные
- Тренер года во Франции (1): 1999